# Mirta Rodríguez Calderón
Mirta Rodríguez Calderón es una periodista feminista cubana basada en Santo Domingo pionera y especialmente conocida por su trabajo por un periodismo no sexista y por su defensa del periodismo feminista. Fue cofundadora de la Red Internacional de Periodistas con Visión de Género (2005) y promotora de alianzas entre periodistas en Ecuador, República Dominicana y Cuba, con el objetivo de incluir enfoques de género en la comunicación social. 

## Trayectoria
Educada en La Habana se trasladó primero a México y a finales de los años 90 se trasladó a República Dominicana como corresponsal de la agencia de notícias SEMLAC. 
Fue combatiente clandestina contra las dictaduras de Gerardo Machado y Fulgencio Batista en el Frente Cívico de Mujeres Martianas, por lo que recibió el reconocimiento de la Sociedad Cultural José Martí de La Habana.
"Recuerdo que el día 13 de marzo, cuando el Ataque a Palacio (Presidencial) tuve que dar una clase de música... Hubo un momento, alrededor del propio 1957, en que el Club Artístico Normalista, se convirtió en una fachada porque por ejemplo, nosotros hicimos una bella actividad con Carilda Oliver Labra, la poetisa matancera y le dijimos a la gente que fuera y lo que allí se recaudaría sería para el Movimiento. Y así lo hicimos. Nosotros fuimos honestos con Carilda y le contamos; ella se "prestó" muy bien y luego mantuvo cierta relación con nosotros (...) Sin embargo éramos un grupito muy pequeño, que convergíamos en intereses poéticos, intelectuales, hasta que después comienza la lucha insurreccional  y se pone por encima lo demás (...) a la vez que teníamos intereses literarios, eran muy fuertes los intereses políticos".

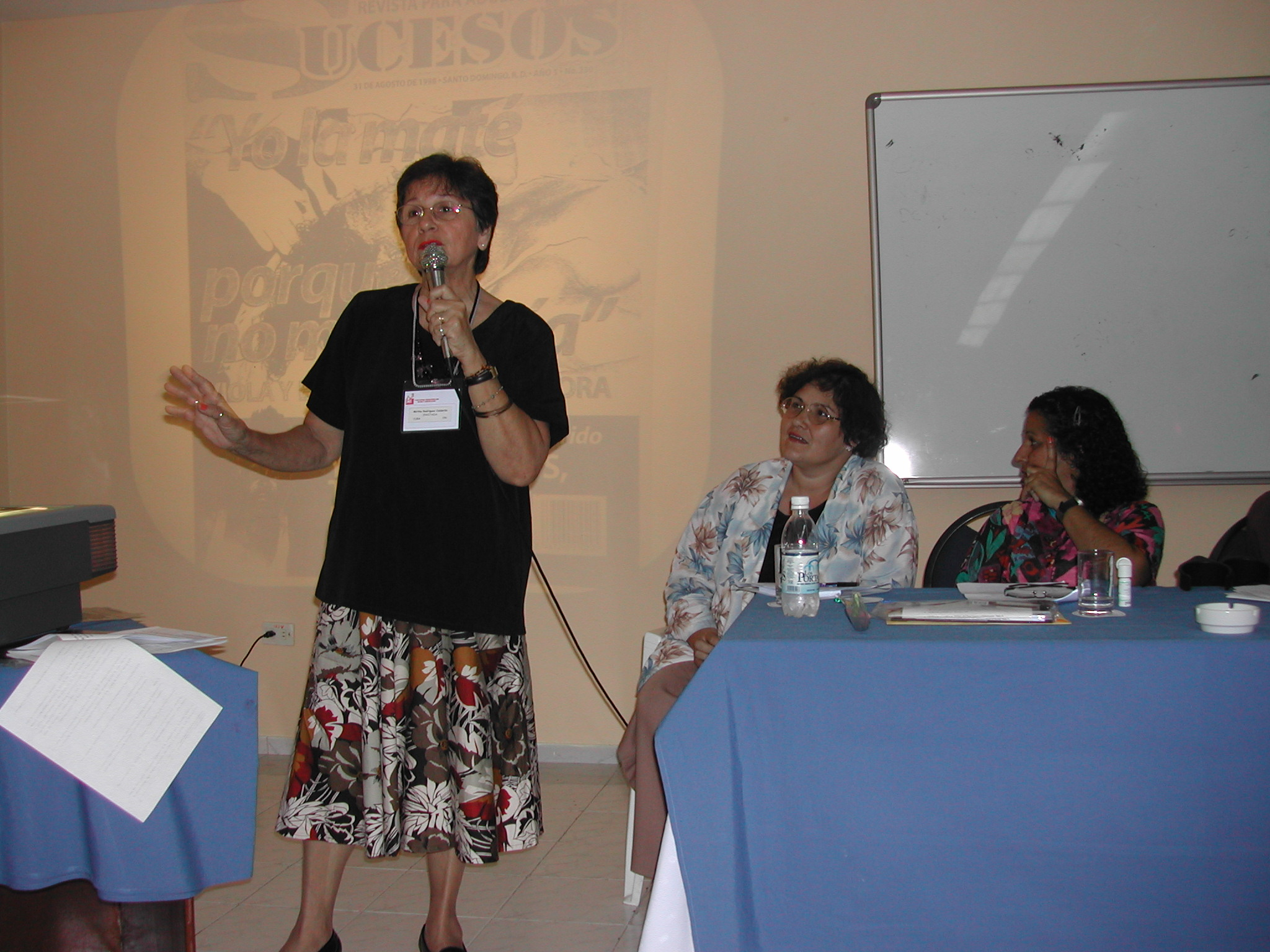
Intervención de Mirta Rodríguez Calderón en 2002 en La Habana congreso Periodismo con perspectiva de género

En Cuba fue cofundadora de la organización MAGIN (Asociación de Mujeres Comunicadoras) y en Santo Domingo fue profesora de comunicación en la Universidad Católica Pontificia en Santo Domingo.
Pionera en la formación de periodistas con perspectiva de género junto a Sara Lovera de Cimac fue cofundadora e integrante desde 2005 de la Red Internacional de Periodistas con Visión de Género creada en Morelia. Fue editora del Journal of Communication y editora de A Primera Plana, un periódico dedicado a promocionar la igualdad entre hombres y mujeres en los medios de comunicación.
En 2010 fue especialmente conocida por su trabajo durante el terremoto de Haití que mereció en 2011 el premio Mary Fran Myers 2011. De 2009 a 2011 destacaron sus trabajos en SEMLAC (Servicio de Noticias de la Mujer de Latinoamérica y el Caribe) escribiendo sobre derechos de las mujeres en dominicana y en la región. Trabajó con el  Colectivo Mujer y Salud (Colectiva Mujer y Salud) y con CEMUJER, organización de mujeres de base en Santo Domingo. 
Recibió el Premio internacional Mary Fran Myers de 2011 por el impacto en la vida de las mujeres, que fueron publicados por esta agencia Servicio de Noticias de la Mujer de Latinoamérica y el Caribe.

## Publicaciones
Ha publicado numerosos artículos y ensayos periodísticos sobre temas políticos y sociales.
- Hablar sobre el hablar (Editorial de Ciencias Sociales 1986): el lenguaje como expresión de conductas.
- Dígame usted (Editorial Pablo de la Torriente, 1988): un compendio de artículos y reportajes sobre las mujeres cubanas y sus dificultades para acceder a la igualdad.

### Coautora
- Tania, la guerrillera inolvidable con Marta Rojas
- Semillas de Fuego.

### Otros artículos
- “Dominicana: Romper cadenas bailando para rechazar la violencia”. (2013) Reportajes y Noticias de SEMlac.
- ¨Dominicana: Otra niña embarazada puede morir¨. (2013)
- ¨República Dominicana: Matrimonio homosexual se abre paso¨. (2013)
- “Dominicanas: Mujeres vuelven a enfrentarse al Congreso por Código Penal”. (2013)
- ¨Dominicana: Protestas en la calle por mujeres agredidas y asesinadas¨. (2012) Reportajes y Noticias de SEMlac
- ¨República Dominicana: Aluvión de protestas y manifestaciones¨. (2012)
- “Dominicana: Elegirá la población nuevo presidente en comicios conflictivos”. (2012)
- ¨Julieta Paredes: Un feminismo que cree en las utopías y la comunidad¨. (2012)
- ¨Belén do Pará: La Convención que lo dijo casi todo y ha logrado poco¨. (2012)  Reportajes y Noticias de SEMlac.
- “Dominicana: Diputadas concertan agendas de género para próximo gobierno”. (2012)  Reportajes y Noticias de SEMlac.
- ¨República Dominicana: Revisión de acuerdos de El Cairo: ¿más de lo mismo?¨. (2012)
- ¨Dominicana: Ciudadanía plena y democracia, objetivos de mujeres latinoamericanas¨. (2012) Reportajes y Noticias de SEMlac.
- ¨No nos han dejado salir de las guardarrayas¨ (2001)

## Premios y reconocimientos
- 2011 Premio May Fran Myers Gender and Disaster Award por su labor periodística en materia de género y desastres naturales.
- Reconocimiento de la Sociedad Cultural José Martí de La Habana